# بطولة أستانا المفتوحة للتنس
بطولة أستانا المفتوحة للتنس هي بطولة احترافية للتنس تقام في مدينة أستانا بكازاخستان، وهي جزء من سلسلة بطولات رابطة محترفي التنس لــ 500 نقطة المحدثة سنة 2009 والتي تشمل أكثر من 14 بطولة حول العالم.
أُقيمت هذه السنة النسخة الثالثة من البطولة، وقد تم ترقيتها رسميا إلى مستوى بطولات 500 نقطة بعد نجاح النسختين السابقتين وأيضاً بسبب إلغاء بطولة الصين المفتوحة للتنس لسنة (2022) بسبب القيود التي فرضتها جائحة فيروس كورونا.

## لمحة تاريخية
عُرفت دولة كازاخستان منذ استقلالها سنة 1991 بسيطرة رياضتين في البطولات الوطنية والدولية وهما رياضة كرة القدم والرياضات القتالية، وكان أبرز رياضي فيها هو بطل الملاكمة للوزن المتوسط جينادي جولوفكين، فيما لم تعطى لرياضة التنس أي أهمية وهو ما أدى عام 2007 إلى إفلاس شبه كامل لاتحاد التنس في البلاد، مما دفع رجل الأعمال أوتيموراتوف (الذي أصبح رئيس اتحاد كازاخستان للتنس لاحقا) ورجال أعمال آخرون لمناقشة ما يمكن اتخاذه لإنقاذ الاتحاد الوطني. قدم أوتيموراتوف الذي كان معجبًا كبيرًا برافائيل نادال وروجر فيدرر خدماته لإخراج الاتحاد من حالة الإفلاس.
اعتبر أوتيموراتوف هذا تحديا من نوع خاص، وذلك بسبب الوضعية الاقتصادية الصعبة لدولة كازاخستان حينها، كما لم يكن هناك أي فضاءات خاصة بالتنس. قام أوتيموراتوف باستثمار ضخم لإعادة إحياء الاتحاد، وخصِص جزءا كبيرا من ثروته لبناء 38 مركزًا للتنس في جميع ولايات البلاد الـ17. كما تم تأهيل مئات المدربين كما تمت الاستعانة بالبعض منهم من أوروبا. وقدّمت برامج لتدريب للأطفال الصغار والمراهقين الذين يملكون مهارات جيدة في التنس مقابل منح مالية تشمل تكاليف التدريب والسفر.
يقول أوتيموراتوف إن جعل هذه الرياضة في متناول الجميع كان ضروريًا لتغيير مفهوم التنس من رياضة النخبة فقط. تتوفر كازاخستان حاليا على ما يقدر بـ 33,000 لاعب مسجل على جميع التصنيفات. فيما لم يكن يتجاوز عددهم 1,800 سنة 2007، كما أصبحت تتوفر على 32 موظفًا في مقر الاتحاد على اتصال مباشر بـ 70 مدربًا وموظفًا آخر في مراكز التنس لتتبع تقدم لاعبي التنس الناشئين.
لقد ساهمت الإصلاحات التي قام بها أوتيموراتوف في تغيير جدري في تصنيف كازاخستان الدولي في بطولات التنس، وساهم بناء اتحاد كازاخستان للتنس بما يشمله من بنيات تحتية وقدرات بشرية هائلة من لاعبين ومدربين، في إقامة بطولات ترقى إلى المستوى الدولي. وهذا ما دفع رابطة محترفي التنس إلى التفكير في إقامة بطولة دولية في العاصمة أستانا وهو ما تخلل بإقامة النسخة الأولى والثانية سنتي 2020 و2021 ضمن جولات 250 نقطة مع إقامة النسخة الثالثة سنة 2022 والتي تمّت ترقيتها رسميا إلى بطولة 500 نقطة.

## نسخة 2022
أُقيمت نسخة البطولة لهذه السنة في مدينة أستانا، في الفترة الممتدة من 1 إلى 9 أكتوبر فيما تم إيقاف بطولة السيدات هذا العام. وتتميز البطولة بصنفين من المواجهات تشمل الأولى الصنف الفردي وأخرى ثنائية حيث تتكون الفردية منها من 32 لاعبا يتنافسون على الجائزة الفردية ضمن 5 جولات فيما تشمل المواجهات الثنائية 16 ثنائي يتنافسون ضمن 4 جولات كاملة.

### الصنف الفردي

#### المشاركون
| كارلوس ألكاراز     | إسبانيا   | ماكسيم كريسي                | الولايات المتحدة |
| زانغ زيزن          | الصين     | أليخاندرو دافيدوفيتش فوكينا | إسبانيا          |
| ديفيد جوفان        | بلجيكا    | أوسكار أوتي                 | ألمانيا          |
| أدريان مانارينو    | فرنسا     | مارين سيليتش                | كرواتيا          |
| ستان فافرينكا      | سويسرا    | هوبرت هوركاتش               | بولندا           |
| أصلان كاراتسيف     | روسيا     | فرانسيسكو سيروندولو         | الأرجنتين        |
| لاسلو ديري         | صربيا     | ألكسندر بوبليك              | روسيا            |
| دانييل ميدفيديف    | روسيا     | تالون جريكسبور              | هولندا           |
| ستيفانوس تسيتسيباس | اليونان   | لوكا ناردي                  | إيطاليا          |
| ميخائيل كوكوشكين   | روسيا     | الكسندر شيفتشينكو           | روسيا            |
| كاران خاشانوف      | روسيا     | كريستيان غارين              | جمهورية التشيك   |
| نوفاك دجوكوفيتش    | صربيا     | فيلكس أوجر الياسيم          | كندا             |
| بوتش فان دي زندشلب | هولندا    | روبرتو باوتيستا أغوت        | إسبانيا          |
| بابيت زكايف        | كازاخستان | بيفل كوتوف                  | روسيا            |
| ألبيرت راموس       | إسبانيا   | مارك اندريا هوسلر           | سويسرا           |
| آندريه روبليف      | روسيا     | إميل روسوفووري              | فنلندا           |
| ------------------ | --------- | --------------------------- | ---------------- |

المشارك الذي تحته خط هو حامل لقب البطولة.

#### الفائز
هزم الصربي نوفاك ديوكوفيتش اليوناني ستيفانوس تيتيباس في المباراة النهائية، بنتيجة 6-3، 6-4 ليفوز بالجائزة الفردية للتنس في بطولة أستانا المفتوحة لعام 2022.
يشار إلى أن هذا اللقب يمثل اللقب رقم تسعين في مسيرة نوفاك ضمن بطولات رابطة محترفي التنس لـ 500 نقطة.

### الصنف المزدوج
في الصنف الثنائي هزم كل من نيكولا ميكتيتش وماتي بافيتش على التوالي أدريان مانارينو وفابريس مارتن في المباراة النهائية 6-4 و 6-2 ليفوزا بلقب التنس الزوجي في بطولة أستانا المفتوحة لعام 2022.
وقد كان كل من سانتياغو جونزاليس وأندريس مولتيني حاملي اللقب،  لكنهما لم يتنافسا معا. حيث شارك جونزاليس مع أوكاش كوبوت، لكنه خسر في الجولة الأولى أمام تيم بوتز ومايكل فينوس. فيما شارك مولتيني مع فرانسيسكو سيروندولو، لكنهما خسرا في الجولة الأولى أمام كيفن كراويتز وأندرياس ميس.

## نسخة 2021

### الإقامة
أُقيمت نسخة 2021 للرجال من بطولة أستانا للتنس من 20 إلى 26 سبتمبر بأستانا، وكانت تنتمي إلى فئة رابطة بطولات محترفي التنس لـ 250 نقطة.
تميزت هذه النسخة بانسحاب الأمريكي ماكنزي ماكدونالد والتشيلي كريستيان غارين والفرنسي أدريان مانارينو. واستبدلوا بكارلوس تابيرنر وريتورداس بيرانكيس ودانيال إلهي جالان على التوالي.

### الفوز
فاز الكوري الجنوبي كوون سون-وو بالبطولة بفوزه على جيمس داكويرث في النهائي. وكان هذا هو أول لقب للاعب التنس في مسيرة المحترفين في الفردية.
أما في الصنف الزوجي فقد فاز سانتياغو جونزاليس وأندريس مولتيني بأول لقب لهما معًا بالفوز في النهائي ضد جوناثان إرليش وأندريه فاسيليفسكي. هذا هو لقبهم الخامس عشر والسابع في الانضباط.

## نسخة 2020

### الإقامة
تعتبر النسخة الأولى من بطولة استانا المفتوحة للتنس وقد تم تنظيمها بشكل ممتاز بعد الغاء العديد من البطولات العالمية بسبب القيود التي اوجدتها جائحة كورونا وقد جرت احداث هذه النسخة من بطولة أستانا المفتوحة للتنس من 26 أكتوبر إلى 1 نوفمبر بمدينة نور سلطان، وهي أيضا كانت تنتمي إلى فئة رابطة بطولات محترفي التنس لـ 250 نقطة.

### الفوز
فاز في هذه النسخة جون ميلمان بأول لقب فردي له في اتحاد لاعبي التنس المحترفين بفوزه على أدريان مانارينو في النهائي.
في الزوجي، فاز ساندر جيلي ويوران فليغن بالبطولة بفوزهما على ماكس بورسيل ولوك سافيل في النهائي. لقد فازا باللقب الرابع في بطولة الزوجي في مسيرتهم.

## المذكرات
- الموقع الرسمي لنوفاك دجوكوفيتش
- الموقع الإلكتروني الخاص ببطولات رابطة محترفي التنس لـ 500 نقطة
- موقع بطولة استانا المفتوحة للتنس
- سي ان ان رياضة
- الموقع الرسمي للاتحاد الدولي للتنس (ITF)

## وصلات خارجية
- بطولة استانا المفتوحة للتنس انظر المزيد في الموقع الرسمي الخاص بالبطولة